# Финстрой
Холдинг Финстрой — девелоперская компания, специализирующаяся на реализации проектов в области профессиональной торговой недвижимости в России и странах СНГ.
Год основания — 2007.
До ноября 2009 холдинг Финстрой осуществлял свою деятельность под брендом Finstar Properties

## Собственники и руководство
Учредителем холдинга Финстрой является Finstar Financial Group — международный инвестиционный холдинг со штаб-квартирами в Москве, Киеве и Нью-Йорке, специализирующийся на развитии проектов в недвижимости, игровом бизнесе и розничной торговле. Принадлежит Олегу Бойко .
Проектные компании холдинга ведут работу в более чем 60 регионах России, в странах СНГ, Восточной и Западной Европы, а также в США и странах Латинской Америки.
Главный исполнительный директор холдинга Финстрой — Андрей Кирьянов.

## Деятельность
Основным форматом, в котором реализуются проекты компании, является формат региональных торговых центров площадью 20-60 тыс. м². В инвестиционном портфеле холдинга консолидировано 29 проектов общей площадью свыше 1,3 млн. кв.м. в 20 городах 17 субъектов РФ. 
По состоянию на конец 2010 года компания управляет 5-ю действующими торговыми центрами в городах Белгород, Липецк, Ульяновск и Уфа общей площадью 92 200 кв.м. Во 2 квартале 2011 года холдинг Финстрой планирует завершить строительство торгового центра в г. Барнаул общей площадью 31 500 кв.м., доведя таким образом площадь объектов, приносящих арендный доход, до 123 700 кв.м. 
В 2010 году холдинг Финстрой начал строительство 4-х проектов: в Москве, Лыткарино (Московская область), Саратове и Смоленске общей площадью 176 800 кв.м. Ввод данных объектов в эксплуатацию запланирован на 4 квартал 2012 – 1 квартал 2013 годов. 
На 1 декабря 2010 года по 6 проектам компании общей площадью 248 900 кв.м. (в городах Барнаул, Магнитогорск, Нижневартовск, Солнечногорск, Ульяновск и Ухта) получен полный комплект разрешительной документации, позволяющий начать строительные работы. В течение 1 квартала 2011 года компания завершит проектные работы и получит разрешение на строительство по 3 проектам общей площадью 137 600 кв.м. (в городах Дзержинск, Сыктывкар и Тюмень). 
Начиная с 2007 года компания проводит аудит консолидированной отчетности по МСФО. Аудитором компании является KPMG.